# Свой в доску
«Свой в доску» (англ. Soul Man, буквально «Душевный человек») — американская комедия 1986 года, рассказывающая о белом парне, ради получения стипендии в престижном учебном заведении, начинающем выдавать себя за негра.

## Сюжет
Марк Уотсон мечтает поступить учиться в школу права Гарвардского университета, однако его отец отказывается платить за обучение. Марк узнаёт, что в Гарварде можно обучаться и бесплатно, но стипендия предназначена лишь для афроамериканцев.
С помощью автозагара Марку удаётся получить стипендию. Он влюбляется в чернокожую студентку Сару, но вскоре узнаёт, что она являлась основным кандидатом на право бесплатного обучения, а сейчас ей приходится совмещать работу и учёбу. Марка начинает мучить чувство вины за совершённое мошенничество, и в конечном итоге он решает отказаться от стипендии.

## Критика
В целом фильм получил отрицательные отзывы. Были раскритикованы плохая игра актёров и нелепый грим. «Свой в доску» был также назван первым фильмом, показывающим «расизм наоборот», однако было отмечено, что его создатели пытались сгладить возможный социальный подтекст, например, сделав Марка Уотсона не бедняком, идущим на мошенничество от безвыходности, а представителем богатой семьи, которому приходится совершать подобный поступок из-за самодурства отца.
Выход фильма также спровоцировал небольшие акции протеста чернокожих студентов, называющих его оскорбительным и расистским.
Несмотря на отрицательные отзывы кинокритиков и обвинения в расистском уклоне, фильм имел широкий успех.

## В ролях
- С. Томас Хауэлл — Марк Уотсон
- Рей Дон Чон — Сара Уолкер
- Ари Гросс — Гордон Блумфелд
- Джеймс Эрл Джонс — профессор Бэнкс
- Мелора Хардин — Уитни Данбар
- Энн Уолкер — миссис Данбар
- Лесли Нильсен — мистер Данбар
- Макс Райт — доктор Аронсон
- Мэри Читэм — миссис Дороти Уотсон
- Уоллес Лэнгэм — Барки Пивовар

## Факты
- В 1988 году, в школу права Гарвардского университета, от обучения в которой пришлось отказаться Марку Уотсону, герою фильма, поступил будущий президент США Барак Обама.
- Небольшую роль в фильме исполнил Рон Рейган, сын 40-го президента США Рональда Уилсона Рейгана.